# Brachymyrmex goeldii
Brachymyrmex goeldii é uma espécie de inseto do gênero Brachymyrmex, pertencente à família Formicidae.